# Округ Нокс (Мисури)
Округ Нокс (енгл. Knox County) је округ у америчкој савезној држави Мисури.

## Демографија
По попису из 2010. године број становника је 4.131, што је 230 (-5,3%) становника мање него 2000. године.
| Група             | 2000.         | 2010.         |
| Белци             | 4.277 (98,1%) | 4.027 (97,5%) |
| Афроамериканци    | 4 (0,1%)      | 14 (0,3%)     |
| Азијати           | 4 (0,1%)      | 8 (0,2%)      |
| Хиспаноамериканци | 26 (0,6%)     | 34 (0,8%)     |
| Укупно            | 4.361         | 4.131         |